# Nucli antic de Sant Quintí de Mediona
El nucli antic de Sant Quintí és el centre històric de Sant Quintí de Mediona (Alt Penedès), un conjunt que forma part de l'Inventari del Patrimoni Arquitectònic de Catalunya. El nucli antic del poble es troba conformat per una plaça i diversos carrers estrets que conserven cases força interessants. La majoria d'elles consta de planta baixa i més d'un pis, i sovint presenten galeria d'arcs a les golfes. Els portals solen ser adovellats i les finestres allindades. També són remarcables els passatges coberts amb voltes d'aresta o voltes rebaixades, al damunt dels quals s'alcen habitatges. El nucli urbà de Sant Quintí va començar a formar-se a partir del 1500. En conjunt, els edificis d'aquests carrers corresponen al segle xvi, tot i que presenten modificacions importants. Els carrers més interessants del nucli antic són el carrer de Salt, carrer Joan Sardà, carrer Prat de la Riba i carrer Pi i Margall.